# Dendrothele itihummensis
Dendrothele itihummensis är en svampart som beskrevs av Gilb. & M. Blackw. 1985. Dendrothele itihummensis ingår i släktet Dendrothele och familjen Corticiaceae.   Inga underarter finns listade i Catalogue of Life.